# Émile Cuvelier
Pour les articles homonymes, voir Cuvelier.

 Philippe Henri Émile Cuvelier, né à Houdeng-Aimeries, le 31 mars 1816 et décédé à Namur le 16 août 1890 fut un homme politique belge francophone libéral.

## Biographie
Émile Cuvelier fut entrepreneur de travaux publics.
Il fut échevin et bourgmestre de Namur (1879-1890) et membre du parlement,, et conseiller provincial de la province de Namur.